# AKR1E2
AKR1E2 (англ. Aldo-keto reductase family 1 member E2) – білок, який кодується однойменним геном, розташованим у людей на 10-й хромосомі. Довжина поліпептидного ланцюга білка становить 320 амінокислот, а молекулярна маса — 36 589.
| 10         |  | 20         |  | 30         |  | 40         |  | 50         |
| ---------- |  | ---------- |  | ---------- |  | ---------- |  | ---------- |
| MGDIPAVGLS |  | SWKASPGKVT |  | EAVKEAIDAG |  | YRHFDCAYFY |  | HNEREVGAGI |
| RCKIKEGAVR |  | REDLFIATKL |  | WCTCHKKSLV |  | ETACRKSLKA |  | LKLNYLDLYL |
| IHWPMGFKPP |  | HPEWIMSCSE |  | LSFCLSHPRV |  | QDLPLDESNM |  | VIPSDTDFLD |
| TWEAMEDLVI |  | TGLVKNIGVS |  | NFNHEQLERL |  | LNKPGLRFKP |  | LTNQIECHPY |
| LTQKNLISFC |  | QSRDVSVTAY |  | RPLGGSCEGV |  | DLIDNPVIKR |  | IAKEHGKSPA |
| QILIRFQIQR |  | NVIVIPGSIT |  | PSHIKENIQV |  | FDFELTQHDM |  | DNILSLNRNL |
| RLAMFPITKN |  | HKDYPFHIEY |  |            |  |            |  |            |

A: Аланін

C: Цистеїн

D: Аспарагінова кислота

E: Глутамінова кислота

F: Фенілаланін

G: Гліцин

H: Гістидин

I: Ізолейцин

K: Лізин

L: Лейцин

M: Метіонін

N: Аспарагін

P: Пролін

Q: Глутамін

R: Аргінін

S: Серин

T: Треонін

V: Валін

W: Триптофан

Кодований геном білок за функцією належить до оксидоредуктаз. 
Задіяний у такому біологічному процесі, як альтернативний сплайсинг. 
Білок має сайт для зв'язування з НАДФ. 
Локалізований у цитоплазмі.